# Dicranopygium arusisense
Dicranopygium arusisense är en enhjärtbladig växtart som beskrevs av Tuberquia. Dicranopygium arusisense ingår i släktet Dicranopygium och familjen Cyclanthaceae.
Artens utbredningsområde är Colombia. Inga underarter finns listade.